# Cidaroida
Cidaroida é uma ordem de primitivas ouriços do mar , a fim de viver somente da subclasse Perischoechinoidea. Todas as outras encomendas desta subclasse, que foram ainda mais primitivo do que as formas de vida, tornou-se extinto durante Mesozóico.Possuíam espinhos, ainda, espinhos móveis denominados de radíolas.